# Jean-Baptiste Grange
Jean-Baptiste Grange (San Giovanni di Moriana, 10 ottobre 1984) è un ex sciatore alpino francese, campione del mondo nello slalom speciale a Garmisch-Partenkirchen 2011 e a Vail-Beaver Creek 2015 e vincitore di una Coppa del Mondo di slalom speciale.

## Biografia

### Stagioni 2004-2007
Grange, originario di Valloire e attivo dal novembre del 1999, ha debuttato in Coppa Europa il 3 dicembre 2001 a Val Thorens in slalom speciale e in Coppa del Mondo l'11 gennaio 2004 a Chamonix nella medesima specialità, in entrambi i casi senza concludere la gara. Il 20 dicembre 2004 ha conquistato a Špindlerův Mlýn, sempre in slalom speciale, il primo podio in Coppa Europa (3º); ai XX Giochi olimpici invernali di Torino 2006, sua prima presenza olimpica, si è classificato 13º nella combinata e non ha concluso lo slalom speciale.
Dopo aver conquistato qualche piazzamento tra i primi quindici in Coppa del Mondo, dalla stagione 2006-2007 ha ottenuto buoni risultati con continuità. A coronamento di questi, il 17 febbraio 2007 ha vinto la medaglia di bronzo nello slalom speciale ai Mondiali di Åre, suo esordio iridato, giungendo dietro a Mario Matt e a Manfred Mölgg; si è inoltre piazzato 14º nella supercombinata.

### Stagioni 2008-2009
Il primo podio in Coppa del Mondo è stato il 2º posto nella supercombinata di Beaver Creek del 29 novembre 2007, mentre la prima vittoria è arrivata il 17 dicembre successivo nello slalom speciale dell'Alta Badia. La stagione 2007-2008, coronata da quattro successi (tre in slalom speciale, tra i quali le classiche gare della Männlichen/Jungfrau di Wengen il 12 gennaio e della Ganslern di Kitzbühel il 20 gennaio, e uno in supercombinata), si è però conclusa con la grande delusione dello slalom speciale di Bormio del 15 marzo. Arrivato a questo appuntamento con 21 punti di vantaggio su Mölgg nella classifica di specialità, ha perso la Coppa a causa di un errore nella seconda manche, che lo ha relegato nelle ultime posizioni, mentre l'italiano è giunto 6º e lo ha sopravanzato di 19 punti.
L'atleta francese si è rifatto però la stagione successiva, dove si è aggiudicato all'ultima gara la Coppa di slalom speciale battendo il croato Ivica Kostelić per 87 punti grazie soprattutto ai cinque podi stagionali (due primi posti) conquistati nella specialità; sempre nel 2009 ai Mondiali di Val-d'Isère si è piazzato 7º nello slalom gigante e non ha completato slalom speciale e supercombinata.

### Stagioni 2010-2013
Il 7 novembre 2009 ha vinto la prima gara organizzata dalla European Ski Federation, il KO slalom disputato nell'impianto indoor di Amnéville, ottenendo il titolo di campione europeo indoor. La sua stagione 2009-2010 si è chiusa però anticipatamente già in dicembre, quando ha riportato la rottura del legamento crociato anteriore del ginocchio destro.
Dopo l'infortunio è tornato alle gare il 14 novembre 2010 centrando subito la vittoria nel primo slalom speciale della Coppa del Mondo 2011 a Levi; nel prosieguo della stagione ha vinto lo slalom speciale della Ganslern di Kitzbühel, per la seconda volta (23 gennaio 2011), e quello della Planai di Schladming (25 gennaio), sua ultima vittoria nel circuito. Ai successivi Mondiali di Garmisch-Partenkirchen ha vinto la medaglia d'oro nello slalom speciale disputato sulla pista Gudiberg e il 27 febbraio è salito per l'ultima volta sul podio in Coppa del Mondo (3º nello slalom speciale di Bansko), mentre nella stessa specialità nel 2013 è stato 12º nella rassegna iridata di Schladming e ha conquistato la prima vittoria in Coppa Europa, l'11 marzo a Kranjska Gora. 

### Stagioni 2014-2021

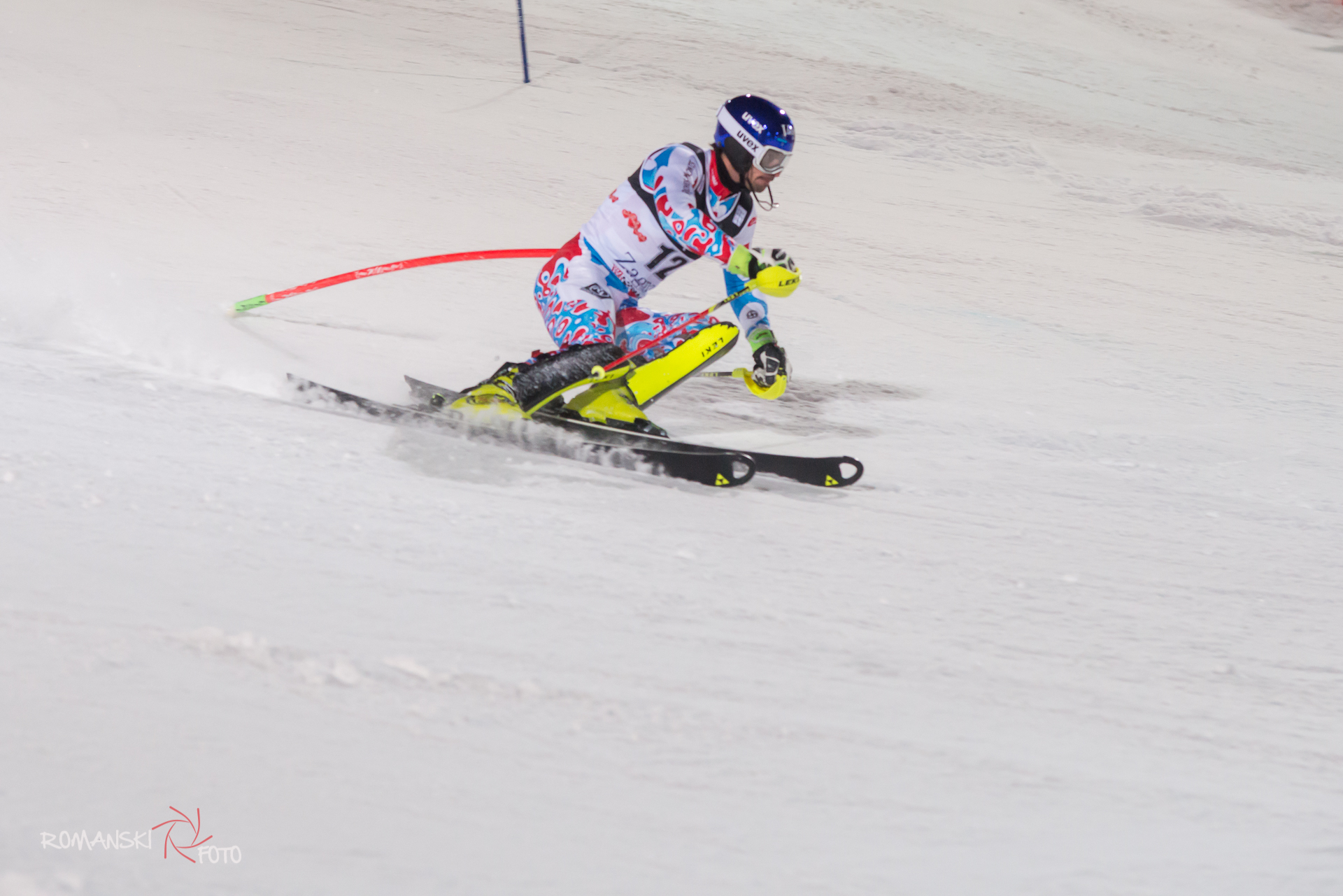
Grange in gara a Zagabria Sljeme nel 2015

Il 3 gennaio 2014 ha colto la seconda e ultima vittoria nel circuito continentale, a Chamonix in slalom speciale, e ai successivi XXII Giochi olimpici invernali di Soči 2014 non ha concluso lo slalom speciale; l'anno dopo ai Mondiali di Vail/Beaver Creek 2015 ha vinto la seconda medaglia d'oro della sua carriera nello slalom speciale, bissando la vittoria ottenuta a Garmisch-Partenkirchen quattro anni prima. Il 15 dicembre 2016 ha ottenuto l'ultimo podio in Coppa Europa, in Val di Fassa in slalom speciale (2º), e ai successivi Mondiali di Sankt Moritz 2017 si è classificato 23º nella medesima specialità.
Nelle sue ultime partecipazioni olimpica e iridata, Pyeongchang 2018 e Cortina d'Ampezzo 2021, non ha completato lo slalom speciale. Si è ritirato al termine della stagione 2020-2021; la sua ultima gara in Coppa del Mondo è stata lo slalom speciale di Lenzerheide del 21 marzo, che non ha completato, mentre la sua ultima gara in carriera è stata lo slalom speciale dei Campionati francesi 2021, disputato il 27 marzo a Les Gets e chiuso da Grange al 15º posto.

## Palmarès

### Mondiali
- 3 medaglie:

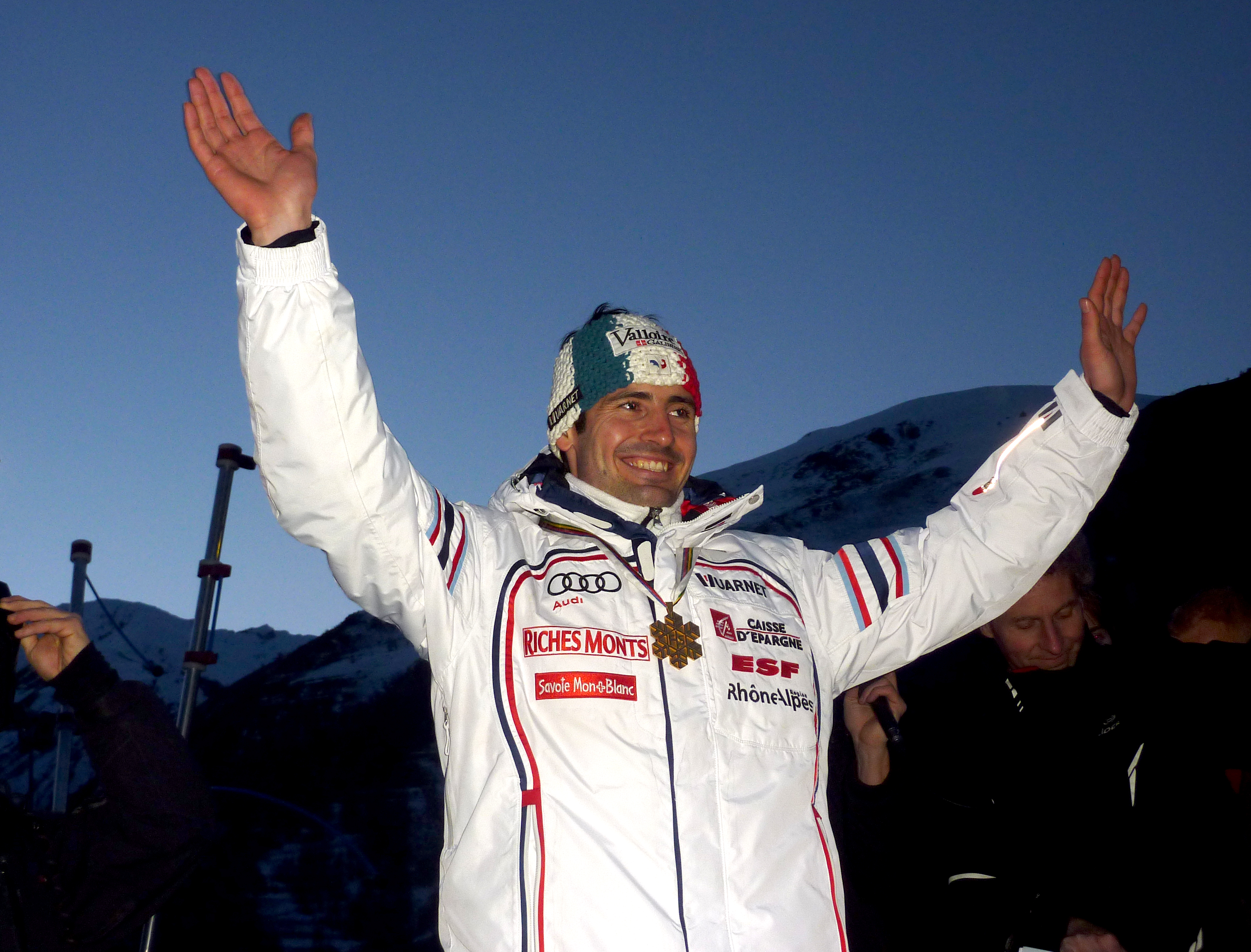
Grange a Valloire nel 2011, con al collo la medaglia d'oro conquistata nello slalom speciale ai Mondiali di Garmisch-Partenkirchen

  - 2 ori (slalom speciale a Garmisch-Partenkirchen 2011; slalom speciale a Vail/Beaver Creek 2015)
  - 1 bronzo (slalom speciale a Äre 2007)

### Coppa del Mondo
- Miglior piazzamento in classifica generale: 5º nel 2009
- Vincitore della Coppa del Mondo di slalom speciale nel 2009
- 18 podi (15 in slalom speciale, 3 in supercombinata)
  - 9 vittorie (8 in slalom speciale, 1 in supercombinata)
  - 5 secondi posti (3 in slalom speciale, 2 in supercombinata)
  - 4 terzi posti (in slalom speciale)

#### Coppa del Mondo - vittorie
| Data             | Località   | Paese     | Specialità |
| ---------------- | ---------- | --------- | ---------- |
| 17 dicembre 2007 | Alta Badia | Italia    | SL         |
| 11 gennaio 2008  | Wengen     | Svizzera  | SC         |
| 12 gennaio 2008  | Wengen     | Svizzera  | SL         |
| 20 gennaio 2008  | Kitzbühel  | Austria   | SL         |
| 16 novembre 2008 | Levi       | Finlandia | SL         |
| 6 gennaio 2009   | Zagabria   | Croazia   | SL         |
| 14 novembre 2010 | Levi       | Finlandia | SL         |
| 23 gennaio 2011  | Kitzbühel  | Austria   | SL         |
| 25 gennaio 2011  | Schladming | Austria   | SL         |

Legenda:

SL = slalom speciale

SC = supercombinata

#### Coppa del Mondo - gare a squadre
- 2 podi:
  - 2 terzi posti

### Coppa Europa
- Miglior piazzamento in classifica generale: 37º nel 2014
- 6 podi:
  - 2 vittorie
  - 2 secondi posti
  - 2 terzi posti

#### Coppa Europa - vittorie
| Data           | Località      | Paese    | Specialità |
| -------------- | ------------- | -------- | ---------- |
| 11 marzo 2013  | Kranjska Gora | Slovenia | SL         |
| 3 gennaio 2014 | Chamonix      | Francia  | SL         |

Legenda:

SL = slalom speciale

### Nor-Am Cup
- Miglior piazzamento in classifica generale: 36º nel 2011
- 2 podi:
  - 1 vittoria
  - 1 secondo posto

#### Nor-Am Cup - vittorie
| Data             | Località | Paese       | Specialità |
| ---------------- | -------- | ----------- | ---------- |
| 29 novembre 2010 | Aspen    | Stati Uniti | GS         |

Legenda:

GS = slalom gigante

### South American Cup
- Miglior piazzamento in classifica generale: 35º nel 2019
- 2 podi:
  - 2 vittorie

#### South American Cup - vittorie
| Data              | Località             | Paese     | Specialità |
| ----------------- | -------------------- | --------- | ---------- |
| 13 settembre 2006 | Termas de Chillán    | Cile      | SC         |
| 17 settembre 2018 | Usuhaia Cerro Castor | Argentina | SL         |

Legenda:

SL = slalom speciale

SC = supercombinata

### Campionati francesi
- 8 medaglie[4]:
  - 3 ori (slalom speciale nel 2006; slalom speciale nel 2009; slalom speciale nel 2015)
  - 2 argenti (slalom speciale nel 2008; slalom speciale nel 2016)
  - 3 bronzi (slalom gigante nel 2008; slalom speciale nel 2017; slalom speciale nel 2018)